# 감칠맛

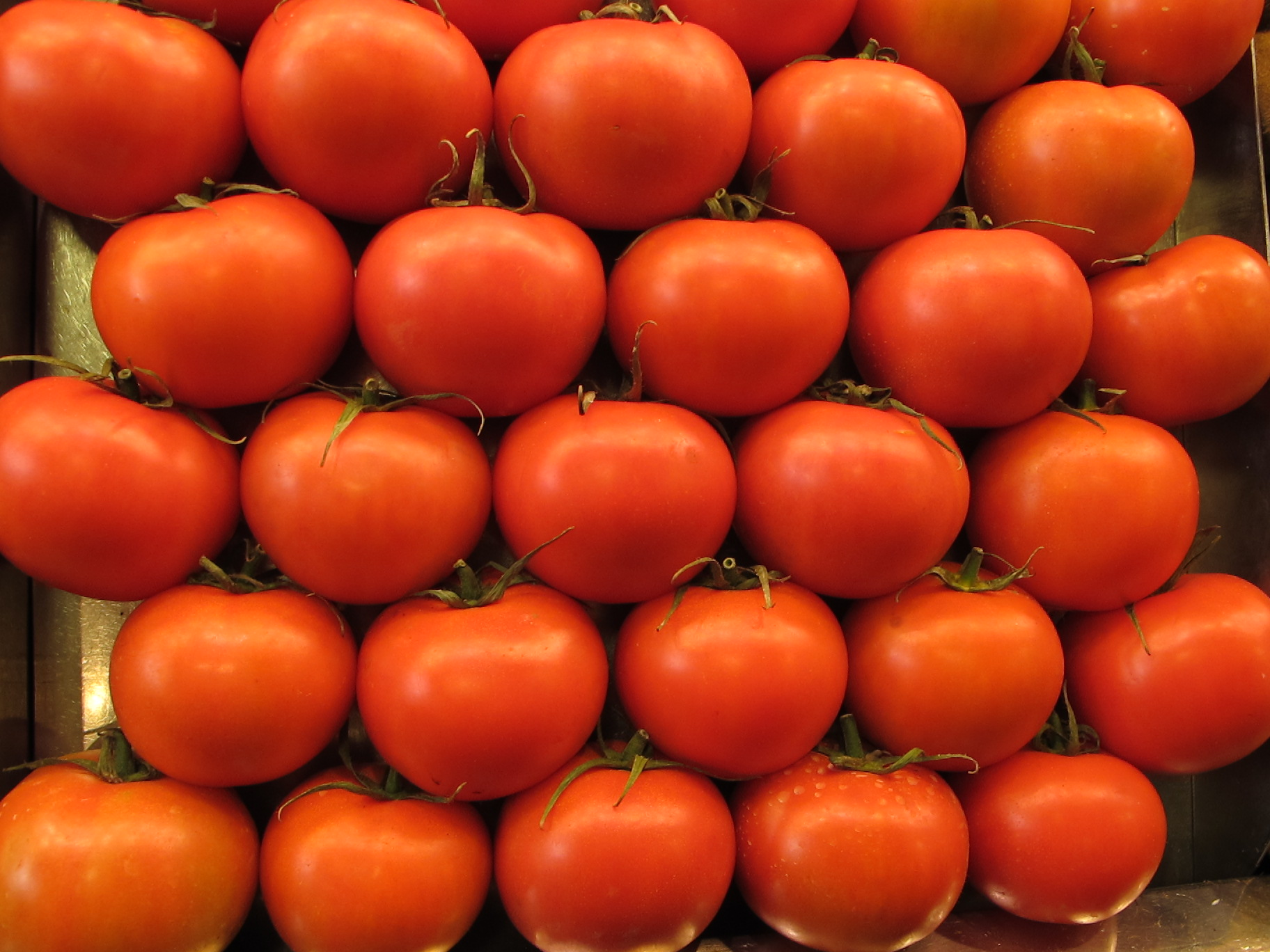
익은 토마토에 감칠맛 성분이 많이 함유되어 있다.

감칠맛은 단맛, 신맛, 쓴맛, 짠맛과 더불어 다섯 가지 기본 맛 중의 하나이다. 중국어로는 선미(鮮味)라고 하며, 일본어로는 우마미(일본어: うま味), 영어로는 'Savory taste'(→감치는 맛)라고 한다. 감칠맛(Umami)이라는 용어는 이케다 기쿠나에 교수가 umai(うまい: 감치다, 맛있다)와 mi(味: 맛)를 조합한 말이다. 한자 旨味는 일반적으로 특정 음식이 맛있다는 의미로 사용된다.

## 배경
과학자들은 감칠맛이 실제로 기본 맛 중 하나에 해당하는지 오랫동안 논쟁했다. 감칠맛은 우리나라 옛 조상 때부터 음식이 맛이 있을 때 사용됐던 언어로써 '입에 착 달라붙는 맛 있다'라는 의미로 쓰여져 왔다. 단맛도, 매운맛도, 신맛도, 쓴맛도 아니지만 맛있는 맛, 이 맛을 표현하는데 쓰던 언어이다. 그러나 1985년 하와이에서 개최된 제1회 우마미 국제 심포지엄에서 감칠맛이라는 용어가 글루타메이트와 뉴클레오타이드의 맛을 나타내는 과학 용어로 공인되었다. 현재 감칠맛은 제5의 기본 맛으로 널리 인정받고 있다. 감칠맛은 구아노신 일인산(GMP)과 이노신 일인산(IMP)과 같은 5'-리보뉴클레오타이드와 아미노산인 L-글루타메이트의 맛이다. 감칠맛은 오랫동안 지속되는 혀를 덮는 듯한 "육수" 또는 "고기" 맛으로, 군침이 돌게 한다. 감칠맛은 인간과 동물의 혀에 있는 특수 수용체 세포에서 글루타메이트의 카복실레이트 음이온을 감지할 때 느껴지는 미각이다. 이것은 기본적으로 맛의 균형을 유지하고 요리의 전체 맛을 완성한다. 감칠맛은 광범위한 음식의 맛을 확실히 높인다. 산성형 글루타메이트는 감칠맛을 거의 내지 않는다. 반면에, 글루타메이트의 염은 쉽게 이온화되어 독특한 감칠맛을 낸다. GMP와 IMP는 글루타메이트 맛의 강도를 높인다.

## 감칠맛의 발견

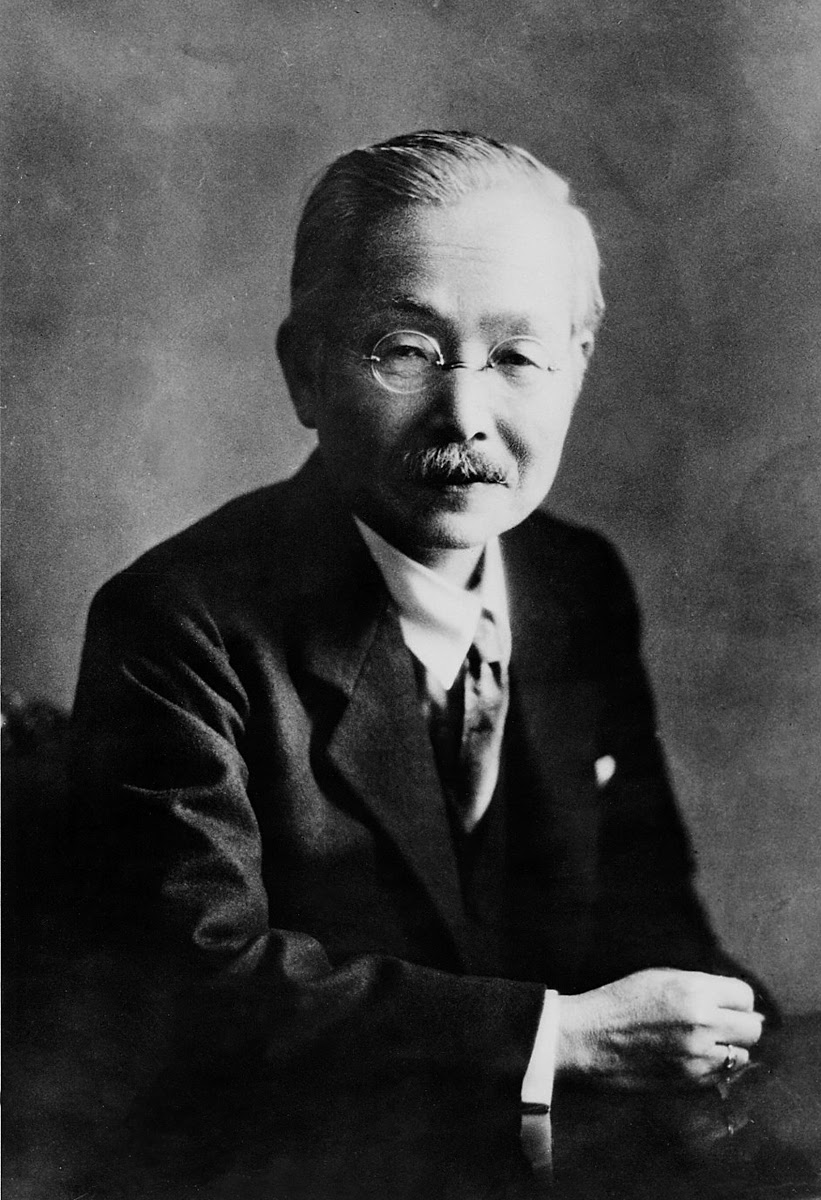
이케다 기쿠나에

글루타메이트는 오래전부터 요리에 사용되었다. 글루타메이트를 많이 함유한 젓갈, 가룸은 고대 로마 시대에 이미 사용되었다. 1800년대 후반에 파리에서 식당을 개업한 요리사 오귀스트 에스코피에는 짠맛, 신맛, 단맛, 쓴맛과 감칠맛을 결합한 요리를 만들었다. 그러나 그는 그 요리의 화학 물질원에 대해서는 알지 못했다. 감칠맛은 동경제국대학 이케다 기쿠나에 교수가 1908년에 비로소 제대로 식별했다. 그는 다시마 국물의 감칠맛은 글루타메이트 때문이라는 것을 알아냈다. 다시마 국물의 맛이 단맛, 신맛, 쓴맛, 짠맛과 다르다는 것을 인식하고, '감칠맛'이라고 명명했다.
1913년에 이케다 교수의 제자 고다마 신타로가 가쓰오부시에 또 다른 감칠맛 물질이 함유되어 있다는 것을 발견했다. 그것이 바로 리보뉴클레오타이드 IMP이다. 1957년에 쿠니나카 아키라는 표고버섯에 있는 리보뉴클레오타이드 GMP도 감칠맛을 낸다는 것을 알아냈다. 쿠니나카가 발견한 리보뉴클레오타이드와 글루타메이트 사이의 시너지 효과는 괄목할 만하다. 글루타메이트를 많이 함유한 음식이 리보뉴클레오타이드를 함유한 성분과 결부되어 있는 경우 그 맛의 강도는 두 성분을 합한 수치보다 높다. 이와 같은 감칠맛의 시너지 효과는 다양한 고전적 음식 궁합에 대해 설명할 수 있다. 가령, 일본인이 다시마와 가쓰오부시로 맛국물을 만드는 이유, 중국인이 부추와 배추를 닭곰탕(스콜틀랜드의 닭개장 요리와 유사)에 넣는 이유, 이탈리아인이 버섯과 토마토 소스와 파르미자노 레자노를 조합하는 이유 등을 설명할 수 있다. 성분을 조합할 때 느낄 수 있는 감칠맛은 개별 성분의 맛보다 좋다.

## 감칠맛의 특성
감칠맛은 순하지만 오래 지속되는 뒷맛이 있는데 이를 설명하는 것은 쉽지 않다. 감칠맛은 군침을 돌게 하고 혀가 모피로 덮인 듯한 느낌이 들게 하고 목구멍과 입천장과 입의 안쪽을 자극한다. 감칠맛은 광범위한 음식에 독특한 맛이 나게 한다. 특히 어울리는 향이 있는 경우에 더욱 그렇다. 그러나 수크로스를 제외 다른 기본 맛과 마찬가지로 감칠맛은 비교적 매우 좁은 농도 범위 내에서만 맛을 낸다. 또한 최적의 감칠맛은 염분의 양에 따라 다르며, 저염식은 적당량으로 만족스러운 맛을 유지할 수 있다. 실제로 Roinien 외 2인은 감칠맛이 함유된 저염 수프는 이상적인 간 맞춤, 맛 등급 및 맛 강도가 좋았던 반면에 감칠맛이 없는 저염 수프는 맛이 덜했음을 증명했다. 노인과 같은 일부 인구 집단은 약물과 고령으로 미각과 후각 기능이 손상되었기 때문에 감칠맛의 덕을 볼 수 있다. 미각과 후각을 잃은 경우 영양 상태가 나빠져 질병에 걸릴 위험이 높다.

## 감칠맛이 풍부한 음식
일상적으로 소비할 수 있는 다양한 음식에 감칠맛이 많이 함유되어 있다. 천연 글루타메이트는 고기와 채소에서 발견할 수 있지만 이노신산은 주로 고기에 많이 함유되어 있고 구아닐산은 주로 채소에 많이 함유되어 있다. 따라서 감칠맛은 L-글루타메이트, IMP 및 GMP를 많이 함유하는 음식에 흔하다. 주로 어류, 조개, 절인 고기, 채소(예: 버섯, 익은 토마토, 배추, 시금치, 셀러리 등) 또는 녹차및 발효 숙성 제품(예: 치즈, 새우젓, 간장 등)이 그런 음식에 해당한다.
인간은 모유를 통해 감칠맛을 처음으로 접한다. 모유에는 같은 양의 맛국물과 거의 동일한 양의 감칠맛이 함유되어 있다. 나라마다 사용하는 성분은 다르다. 일본의 맛국물은 고기를 사용하지 않기 때문에 매우 순수한 감칠맛이 난다. 맛국물의 경우 L-글루타메이트는 다시마에서 나오고 이노신산은 가다랑어포 플레이크(가쯔오부시)나 작은 마른 멸치(니보시)에서 나온다. 반대로, 서양이나 중국의 국물에는 뼈, 고기 및 채소의 아미노산을 광범위하게 혼합하므로 훨씬 복잡한 맛이 난다.

## 미각 수용체
혀나 기타 입 부위에 있는 맛봉오리는 그 위치에 상관없이 감칠맛을 감지할 수 있다. 혀의 부위에 따라 느끼는 맛이 다르다는 혀 지도는 잘못된 상식이다. 생화학적 연구에서 감칠맛을 식별하는 미각 수용체를 확인했다. mGluR4의 변형된 형태, mGluR1 및 미각 수용체 유형 1 (T1R1 + T1R3)이 이에 해당하는데, 이 미각 수용체는 모두 혀의 곳곳에 있는 맛봉오리에서 발견되었다. 뉴욕과학아카데미(New York Academy of Sciences)는 "최근 분자생물학 연구에서 대부분의 N-말단 세포 외 영역(taste-mGluR4 및 truncated-mGluR1) 및 brain-mGluR4가 없는 끝이 잘린 유형 1 및 4 대사성 글루타메이트 수용체와 이질이합체 T1R1/T1R3을 비롯한 유력한 감칠맛 수용체를 확인했다."라고 발표하면서 이런 미각 수용체의 존재를 입증하였다. mGluR1 및 mGluR4 수용체는 글루타메이트에 한정되는 반면에, T1R1 + T1R3은 쿠니나카 아키라가 1957년에 이미 설명한 시너지 효과를 유발하는 미각 수용체 유형이다. 그러나 맛봉오리 세포에 있는 각 수용체 유형의 구체적인 역할은 여전히 명확하지 않다. 그들은 세포 내 저장소에서 G 단백질 베타-감마, PLCb2 및 PI3-매개 칼슘(Ca2+) 방출을 비롯한 유사한 신호 분자를 갖는 G 단백질 결합 수용체(GPCR)이다. Ca2+은 세포막 탈분극과 그 결과로 ATP의 방출 및 세로토닌을 비롯한 신경전달물질의 분비를 유도하는 선택적 양이온 통로 과도 수용체 잠재 멜라스타틴 5(TrpM5)를 활성화한다. 감칠맛 자극에 반응하는 세포는 전형적인 시냅스가 없지만 ATP가 맛 신호를 미각 신경에 전달하고 그 미각 신경은 맛의 질을 해석 및 식별하는 뇌에 전달한다.

## 같이 보기
- 아데노신 일인산
- 아지노모도
- 글루탐산 이나트륨
- 이노신 일인산
- 글루탐산 칼륨

## 참고 문헌
- Flavor Chemistry: Thirty Years of Progress (향미 화학: 30년 동안의 진보 과정). 저자: Roy Teranishi, Emily L. Wick, Irwin Hornstein ISBN 0-306-46199-4
- Barbot, Pascal; Matsuhisa, Nobu; and Mikuni, Kiyomi. Foreword by Heston Blumenthal. 맛국물과 감칠맛: 일본 요리법의 핵심. London: Eat-Japan / Cross Media, 2009